# 펠렝쥐
펠렝쥐(Rattus pelurus)는 쥐과에 속하는 설치류 포유류이다. 인도네시아 술라웨시섬의 남동부 해안의 펠렝 섬에서만 발견된다.

## 특징
큰 설치류로 꼬리 길이 245~297mm를 제외한 몸길이가 236~267mm이다. 털이 거칠고 군데군데 아주 긴 털이 나 있다. 등 쪽은 회색빛 갈색을 띠는 반면에 배 쪽은 회색이다. 귀에는 털이 없다.

## 생태
땅 위에서 주로 생활하는 육상성 동물이다.

## 분포 및 서식지
술라웨시섬 동부 해안을 따라서 펠렝섬에서 포획한 몇 점의 표본만이 알려져 있다. 숲에서 서시하는 것으로 추정된다.